# Paul Biedermann
Paul Biedermann (* 7. srpna 1986) je německý plavec, mistr světa v dlouhém bazénu a držitel čtyř světových rekordů (200 a 400 m volný způsob v dlouhém i krátkém bazénu). Také získal ocenění Nejlepší evropský plavec (European Swimmer of the Year) roku 2009 a Německý sportovec (Sportler des Jahres), taktéž za rok 2009.

## Kariéra
Vyhrál 200 m volný způsob na Mistrovství Evropy 2008, ve finále dohmátl v čase 1:46,59.
S časy 3:47,69 na 400 m volný způsob a 1:46,37 (německý rekord) na poloviční trati se kvalifikoval na Letní olympijské hry 2008. Na olympiádě skončil pátý na 200 m volný způsob (1:46,00) a sedmnáctý na 400 m volný způsob (3:48,03).

### Mistrovství světa 2009 (Řím)
26. července 2009 zvítězil na 400 m volný způsob v čase 3:40,07. Na této trati porazil olympijského vítěze a mistra světa na 1500 m volný způsob Oussamu Mellouliho z Tuniska, kterého přefinišoval v posledních 50 metrech. Paulův rekord byl téměř o tři sekundy lepší, než měl osobní rekord a o 0,01 s pod světovým rekordem Iana Thorpa, který platil od roku 2002.
28. července Biedermann opět zvítězil, když porazil na dvousetmetrové kraulové trati nejlepšího olympionika všech dob, Michaela Phelpse. Paul Biedermann dosáhl času 1:42,00 a ze svého osobního rekordu během pouhého jednoho roku ukrojil čtyři sekundy.

### Mistrovství světa v krátkém bazénu 2010 (Dubai)
Na tomto mistrovství Paul Biedermann zvítězil na 400 m volný způsob, když porazil opět Oussamu Mellouliho téměř shodným způsobem jako na Mistrovství světa v Římě.
Na poloviční trati, ačkoli nastupoval jako světový rekordman, skončil až na pátém místě. Vítězem se stal Ryan Lochte, který Biedermanna porazil o více než sekundu.

### Mistrovství světa 2011 (Šanghaj)
Paul vyhrál tři bronzové medaile - 200 a 400 m volný způsob a 4×100 m polohová štafeta. Na dvoustovce dohmátl za Michaelem Phelpsem o 0,09 s, ve štafetě na 4×200 m volný způsob ho porazil o 0,33 s, avšak ani to nestačilo a německá štafeta dohmátla na nepopulárním čtvrtém místě.